# Clima de Marte

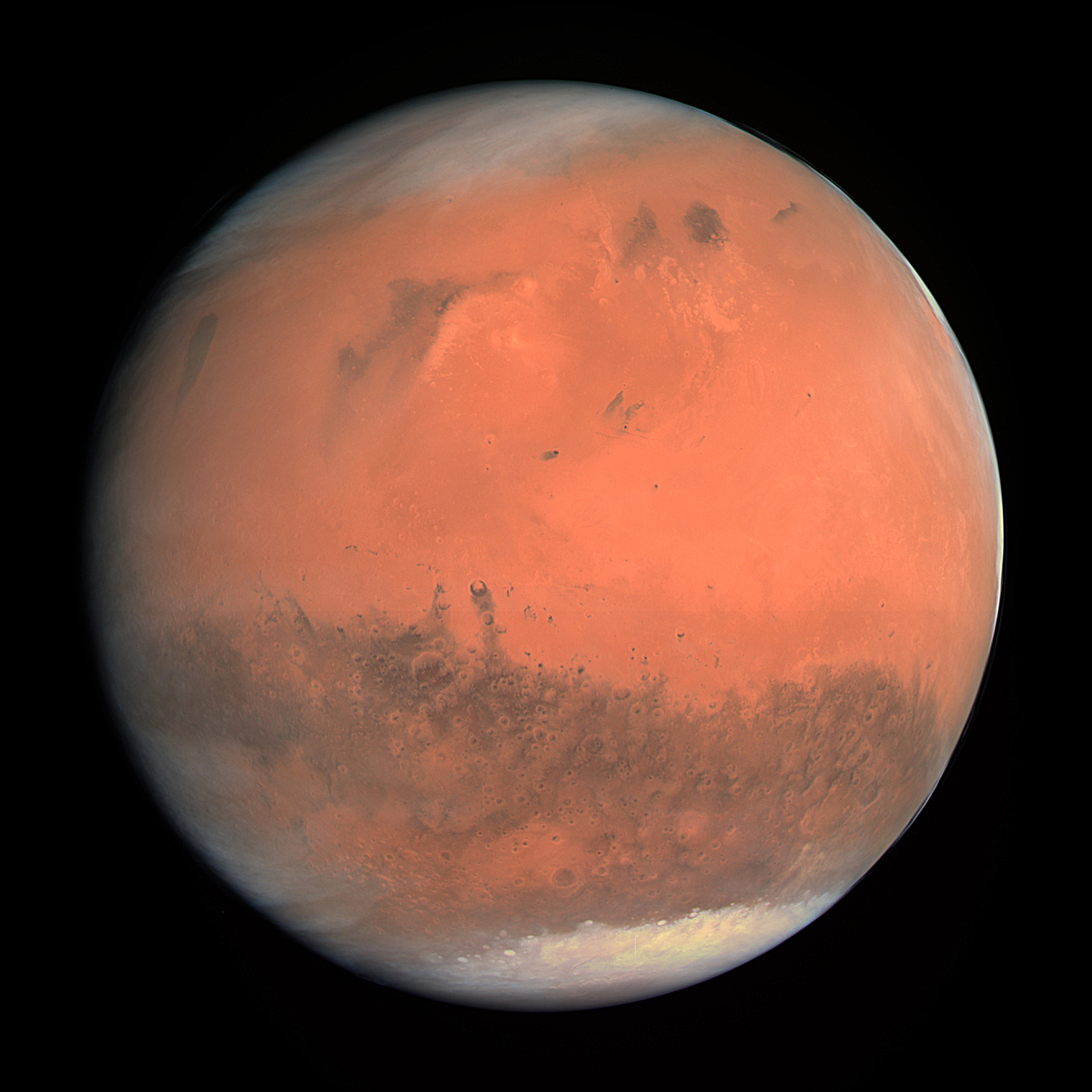
Marte visto por Rosetta.

O clima de Marte tem sido objeto de interesse científico por séculos, em grande parte devido ao fato de Marte ser o único planeta cuja superfície pode ser diretamente observada em detalhes desde a Terra.
Apesar de o planeta Marte ser menor e bem mais distante do sol que a Terra, o clima dos dois planetas possui similaridades importantes, tais como a presença de uma atmosfera, capa de gelo nos pólos, mudanças sazonais e a presença observável de padrões climáticos. Tais características têm atraído interesse de planetólogos e climatologistas.
As condições climáticas marcianas têm sido relativamente bem estudadas. Dados têm sido gerados por instrumentos baseados na Terra desde o século XVII, mas apenas desde o início da exploração de Marte na metade dos anos 60 é que observações mais aproximadas foram possíveis. Sondas transitórias e orbitais proveram dados da superfície, ao passo que dados sobre a atmosfera foram fornecidos por robôs enviados diretamente para a superfície do planeta (landers e rovers). Instrumentos de observação na órbita do planeta Terra têm fornecido algumas imagens de fenômenos climáticos em Marte.
A primeira missão a passar por Marte foi a Mariner 4 em 1965. Os breves dois dias em que a sonda observou o planeta (14-15 de Julho de 1965) foram limitados em termos de contribuição para o conhecimento sobre o clima marciano. Missões posteriores (Mariner 6, Mariner 7, e Mariner 9) contribuíram com informação climática básica. Dados mais precisos e variados começaram com o programa Viking em 1975 e continuou com tais sondas como a bem sucedida Mars Global Surveyor.
Esse trabalho de observação tem sido complementado por uma simulação de computador científico chamado Mars General Circulation Model. Várias interações diferentes do MGCM têm levado a um maior entendimento das características de Marte bem como das limitações desses modelos, que são limitados mais na capacidade de representar como a física atmosférica funciona em menor escala do que na resolução. Eles também podem ser baseados em suposições incorretas ou irrealistas sobre a física marciana o que certamente acarreta uma limitação no tempo e no espaço dos dados climáticos de Marte.
Apesar de Marte possuir similaridades com o clima da Terra, incluindo estações e eras glaciais periódicas, há ainda uma importante diferença no que se refere à inércia térmica, que é muito baixa. A atmosfera de Marte possui escala de altura de aproximadamente 11 km (36 000 pés), 60% maior do que a da Terra. O clima é um fator de grande relevância na questão da vida em Marte, se há ou ao menos existiu em algum momento da história do planeta, tendo recebido alguma atenção no noticiário devido às medições da NASA que indicam um aumento da sublimação na capa polar sul, levando alguns meios de comunicação a especular se Marte estaria passando por um processo análogo ao aquecimento global.

## Importantes observações climáticas históricas
Observações astronômicas de Marte tendo como foco o clima começaram em 1666 quando Cassini hipotetizou que ele havia observado uma capa polar próxima ao polo norte.
Giancomo Miraldi determinou em 1704 que a capa meridional não está centrada no pólo rotacional de Marte. Durante a oposição de 1719, Miraldi observou ambas as capas polares e a variabilidade na extensão delas.
William Herschel foi o primeiro a suspeitar da baixa densidade da atmosfera marciana em seu artigo de 1784 intitulado Sobre as notáveis aparências das regiões polares do planeta Marte, a inclinação de seu eixo, a posição de seus pólos e sua figura esferoide; com poucas pistas dos reais valores de seu diâmetro e atmosfera. Quando duas estrelas de brilho pálido passaram por Marte sem ter a luminosidade afetada, Herschel corretamente concluiu que isso indicava uma atmosfera rarefeita demais envolvendo Marte, insuficiente para interferir no brilho das estrelas.
Honore Flaugergues em 1809 fez a descoberta de "nuvens amarelas" na superfície de Marte, que acabou sendo a primeira observação das tempestades de poeira nesse planeta. Flaugergues também observou em 1813 uma significante redução da capa de gelo marciana durante a primavera marciana. Sua especulação de que isso significava que Marte seria mais quente que a Terra não foi a primeira tampouco a mais razoável até que se provou que estava errado.

## Paleo-climatologia marciana
Antes de qualquer análise séria da paleo-climatologia marciana é preciso que se estabeleçam termos, especialmente termos de idade planetária. Há dois sistemas cronológicos para Marte. O primeiro é baseado na densidade das crateras e é dividido em três eras, Noachiano, Hesperiano, e Amazoniano. Um modelo alternativo baseado na mineralogia do planeta foi proposto, divide-se em três eras, Phyllociano, Theikiano e Siderikiano.
Recentes observações e modelos de computador têm fornecido informações não apenas sobre o clima atual quanto das condições atmosféricas de Marte no passado. A era Neochiana é tida como um período de grande concentração de gás carbônico na atmosfera. Recentes observações espectrais de depósitos de argila em Marte e modelos das condições ideais para a formação do mineral da argila têm apontado pouca ou nenhuma presença de carbonato na argila dessa era. Argila formada em um ambiente rico em dióxido de carbono sempre é acompanhada da formação de carbonato.
A descoberta de goethita em Marte pela Spirit tem levado à conclusão de que as condições climáticas do passado permitiam a existência de água líquida corrente em Marte. A morfologia de algumas crateras de impacto indica que o solo estava molhado no momento do impacto.

## Tempo
A temperatura e circulação da atmosfera de Marte variam de ano a ano (como é de se esperar de qualquer planeta com atmosfera). Marte carece de oceano, uma fonte de muita variação inter-anual no clima da Terra. A Mars Orbital Camera iniciou a observação de Marte em 1999 e permaneceu em órbita por 2,5 anos marcianos e tem sido mostrado que o tempo em Marte tende a apresentar padrões repetitivos e portanto mais previsíveis que o da Terra. Se um evento ocorre em um tempo particular em algum ano, os dados disponíveis indicam que é bastante provável que o mesmo evento se repita no próximo ano no mesmo local com poucas semanas de diferença.

## Nuvens
As tempestades de poeira de Marte podem levantar finas partículas na atmosfera levando à formação de nuvens. Essas nuvens podem se formar a uma altitude muito alta, para além de 62 milhas acima da superfície. Essas nuvens são muito opacas e só podem ser vistas após refletir a luz solar contra a escuridão do céu noturno. Nesse ponto as nuvens marcianas parecem-se com as nuvens da mesosfera terrestre, que ocorrem a 80 km de altura. Diferentes das nuvens da Terra, as nuvens marcianas são constituídas de gás carbônico.

## Temperatura
Diferentes valores têm sido estipulados para a temperatura de Marte, sendo o valor comum −55°C. Temperaturas superficiais têm sido estimadas pela Viking Orbiter Infrared Thermal Mapper e oscilam entre o máximo de 27°C a −143°C durante o inverno polar. Medições atuais de temperatura dos robôs Viking variam de −17.2°C a −107°C.

Liu et al 2003. relata que "De acordo com os dados relativos à temperatura do ar à noite, todas as primaveras e inícios de verões já observados eram idênticos, dentro da margem de erro do experimento (de ±1 K)" mas que os "dados relativos ao período diurno, entretanto, sugerem uma história um tanto diferente, com  temperaturas variando de ano a ano mais de 6 K nessa estação. Essa discrepância entre dia e noite é inesperada e ainda não compreendida". As variações dos verões e das primaveras do hemisfério sul são dominadas pelas tempestades, que podem gerar aumentos de temperatura de até 30°C; serão necessários mais anos de observação (atualmente cinco anos marcianos é o possível) antes que estatísticas melhores possam ser feitas.
| Dados climatológicos para Dados climáticos para a Cratera Gale (2012–2015) | Dados climatológicos para Dados climáticos para a Cratera Gale (2012–2015) | Dados climatológicos para Dados climáticos para a Cratera Gale (2012–2015) | Dados climatológicos para Dados climáticos para a Cratera Gale (2012–2015) | Dados climatológicos para Dados climáticos para a Cratera Gale (2012–2015) | Dados climatológicos para Dados climáticos para a Cratera Gale (2012–2015) | Dados climatológicos para Dados climáticos para a Cratera Gale (2012–2015) | Dados climatológicos para Dados climáticos para a Cratera Gale (2012–2015) | Dados climatológicos para Dados climáticos para a Cratera Gale (2012–2015) | Dados climatológicos para Dados climáticos para a Cratera Gale (2012–2015) | Dados climatológicos para Dados climáticos para a Cratera Gale (2012–2015) | Dados climatológicos para Dados climáticos para a Cratera Gale (2012–2015) | Dados climatológicos para Dados climáticos para a Cratera Gale (2012–2015) | Dados climatológicos para Dados climáticos para a Cratera Gale (2012–2015) |
| Mês                                                                        | Jan                                                                        | Fev                                                                        | Mar                                                                        | Abr                                                                        | Mai                                                                        | Jun                                                                        | Jul                                                                        | Ago                                                                        | Set                                                                        | Out                                                                        | Nov                                                                        | Dez                                                                        | Ano                                                                        |
| -------------------------------------------------------------------------- | -------------------------------------------------------------------------- | -------------------------------------------------------------------------- | -------------------------------------------------------------------------- | -------------------------------------------------------------------------- | -------------------------------------------------------------------------- | -------------------------------------------------------------------------- | -------------------------------------------------------------------------- | -------------------------------------------------------------------------- | -------------------------------------------------------------------------- | -------------------------------------------------------------------------- | -------------------------------------------------------------------------- | -------------------------------------------------------------------------- | -------------------------------------------------------------------------- |
| Temperatura máxima recorde (°C)                                            | 6                                                                          | 6                                                                          | 1                                                                          | 0                                                                          | 7                                                                          | 14                                                                         | 20                                                                         | 19                                                                         | 7                                                                          | 7                                                                          | 8                                                                          | 8                                                                          | 20                                                                         |
| Temperatura máxima média (°C)                                              | −7                                                                         | −18                                                                        | −23                                                                        | −20                                                                        | −4                                                                         | 0,0                                                                        | 2                                                                          | 1                                                                          | 1                                                                          | 4                                                                          | −1                                                                         | −3                                                                         | −5,7                                                                       |
| Temperatura mínima média (°C)                                              | −82                                                                        | −86                                                                        | −88                                                                        | −87                                                                        | −85                                                                        | −78                                                                        | −76                                                                        | −69                                                                        | −68                                                                        | −73                                                                        | −73                                                                        | −77                                                                        | −78,5                                                                      |
| Temperatura mínima recorde (°C)                                            | −95                                                                        | −127                                                                       | −114                                                                       | −97                                                                        | −98                                                                        | −125                                                                       | −84                                                                        | −80                                                                        | −78                                                                        | −79                                                                        | −83                                                                        | −110                                                                       | −127                                                                       |
| Fonte: Centro de Astrobiología, Mars Weather, NASA Quest, SpaceDaily       |                                                                            |                                                                            |                                                                            |                                                                            |                                                                            |                                                                            |                                                                            |                                                                            |                                                                            |                                                                            |                                                                            |                                                                            |                                                                            |

## Processos e propriedades atmosféricas

### Pressão na baixa atmosfera
A atmosfera marciana é composta principalmente de dióxido de carbono e possui pressão ao nível da superfície de 600 pascals, muito menor que a da Terra, de aproximadamente 101 000 Pa. Um efeito disso é que a atmosfera de Marte reage muito mais rapidamente a uma onda energética que a atmosfera terrestre. Como consequência, Marte é atingido por fortes marés térmicas, similares às marés marinhas da Terra, mas causadas por aquecimento solar, mais do que por influência gravitacional. Essas marés são bastante significantes, representando mais de 10% do total da pressão atmosférica (aproximadamente 50 Pa). A atmosfera terrestre experimenta marés diurnas similares, mas seus efeitos são mais discretos devido à massa muito maior da atmosfera terrestre.
Apesar de a temperatura de Marte atingir por volta de 273 K (0°C), água líquida é instável devido à pressão atmosférica estar abaixo do ponto triplo e o gelo aquático simplesmente sublimar em vapor d’água. Uma exceção é a Hellas Planitia, a maior cratera de impacto de Marte. Essa cratera é tão profunda que a pressão no fundo atinge 1155 Pa, acima do ponto triplo, assim quando a temperatura excede 0°C água líquida pode se formar.

### Ventos

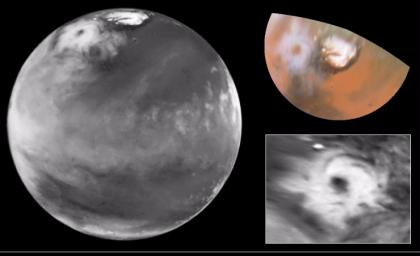
Colossal ciclone polar em Marte, imagem do Hubble.

A superfície de Marte possui uma inércia térmica muito baixa, o que significa que esta se aquece muito rapidamente quando atingida pelo calor do sol. A temperatura diurna de Marte varia, longe das regiões polares, aproximadamente 100K. Na Terra, ventos formam-se em regiões onde a inércia termal varia muito, como em áreas costeiras. Não há mares em Marte, mas há regiões em que a inércia termal do solo varia, causando ventos matutinos e vespertinos similares às maresias da Terra. O projeto Antares "Mars Small-Scale Weather" (MSW) recentemente identificou algumas insuficiências no atual modelo climático global de Marte (GCMs) devido à representação mais primitiva do solo; "a absorção e emissão de calor pelo solo tem um importante papel em Marte, por isso os esquemas de representação do solo devem ser mais acurados." Essas insuficiências estão sendo corrigidas, o que deve levar a avaliações mais acuradas e assim produzir avanços na compreensão do clima de Marte, mas fazendo contínuas atualizações das antigas previsões dos modelos climáticos marcianos, bastante problemáticos.
Em baixas latitudes a circulação de Hadley domina, sendo esse o mesmo processo que na Terra gera os ventos alísios. Já em altas latitudes uma série de áreas de baixa e alta pressão, chamadas ondas de pressão baroclínicas dominam o tempo. Marte é um planeta mais seco e frio que a Terra, e em consequência disso a poeira levantada pelos ventos tende a permanecer na atmosfera por um tempo maior do que permaneceria na Terra, devido à falta de precipitação que traga o pó de volta ao solo (exceto por hipotéticas neves de gás carbônico ainda não observadas). Uma tempestade ciclônica recentemente foi registrada pelo telescópio espacial Hubble (imagem acima).
Uma das maiores diferenças entre os padrões circulatórios Hadley de Marte e da Terra é a velocidade que é medida em uma escala de tempo acelerada. A escala de tempo de Marte é de aproximadamente 100 dias marcianos, enquanto na Terra é mais de um ano.

### Efeitos das tempestades de poeira

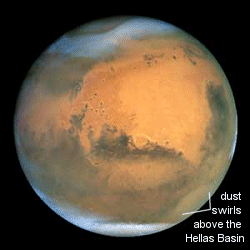
2001Tempestade de poeira na Hellas Planitia.

Quando a sonda Mariner 9 aterrissou em Marte em 1971, o mundo esperava ver novas imagens em detalhes da superfície marciana. Ao invés disso, o que se viu foi uma tempestade de poeira em escala quase planetária em que apenas o massivo vulcão Olympus Mons podia ser visto acima da neblina. A tempestade durou um mês, desde então constatou-se que se trata de uma ocorrência muito comum em Marte. Em 26 de Junho de 2001, o telescópio espacial Hubble observou o início de uma tempestade de poeira em Hellas Planitia, uma região de Marte (na imagem à direita). Um dia depois a tempestade "explodiu" e se tornou um evento global. Essa tempestade de poeira elevou a temperatura da atmosfera em 30°C. A baixa densidade da atmosfera marciana implica que sejam necessários ventos de 18 a 22 m/s para elevar a poeira da superfície, mas devido à ausência de umidade em Marte o pó pode permanecer na atmosfera durante muito mais tempo que na Terra, onde a chuva remove as partículas suspensas na atmosfera. A estação seguinte àquela tempestade apresentou temperaturas 4°C abaixo da média. Tal variação foi atribuída à cobertura global de poeira gerada pela tempestade, que aumentou temporariamente o albedo de Marte.
Na metade do ano de 2007, uma série de tempestades de poeira puseram em grande risco os Veículos Exploradores de Marte - Spirit e Opportunity, reduzindo drasticamente a energia captada pelos painéis solares, levando a um interrupção dos experimentos científicos durante a duração dessas tempestades.
Tempestades de poeira são mais comuns durante o periélio, quando o planeta recebe 40% mais luz do sol que durante o afélio. Durante o afélio nuvens de água congelada se formam na atmosfera, interagindo com as partículas de poeira afetando a temperatura do planeta.
Tem sido sugerido que essas tempestades de poeira em Marte poderiam desempenhar um papel similar ao das nuvens formadas por água na Terra.[carece de fontes?] Observações desde os anos 50 mostram que a chance de uma tempestade de poeira em escala planetária ocorrer em um determinado ano é de uma em três.

#### Saltação
O processo de saltação geológica é muito importante em Marte como mecanismo de adição de partículas à atmosfera. Teorias e observações ainda são conflitantes, a teoria clássica ainda carece de mais da metade das partículas suspensas. Um novo modelo mais próximo da realidade demonstra que partículas suspensas criam um campo elétrico que aumenta o efeito da saltação. As partículas marcianas saltam em trajetórias 100 vezes mais altas e mais longas e alcançam velocidade de  5 a 10 vezes maiores do que a velocidade das partículas terrestres.

### Tempestades ciclônicas
Detectadas pela primeira vez pelo programa de mapeamento orbital Viking, tempestades ciclônicas similares a furacões têm sido observadas por várias sondas e telescópios. Imagens têm revelado uma coloração tendendo ao branco, muito diferente das tempestades de poeira. Essas tempestades tendem a aparecer durante o verão do hemisfério norte restringindo-se às altas latitudes. Especula-se que tal fenômeno deva-se às condições climáticas únicas próximo ao pólo norte marciano.

### Presença do metano
Metano tem sido detectado na atmosfera de Marte pela sonda Mars Express da ESA a um nível de 10 nL/L. Calcula-se que a quebra de todo o metano atualmente existente em Marte pelos raios ultravioleta levaria apenas 430 anos sob as atuais condições físicas do planeta. A existência desse gás indica uma fonte geradora de metano em atividade. O atual clima de Marte pode estar desestabilizando o hidrato de gás, mas atualmente não há nenhum consenso sobre qual seria a fonte  do metano marciano.

### Erosão carbônica
Imagens da Mars Reconnaissance Orbiter sugerem que um efeito erosivo incomum ocorra devido à particularidade do clima de Marte. O aquecimento durante a primavera em algumas áreas leva a uma sublimação e elevação do gelo de gás carbônico, criando um padrão incomum do chamado "regos aracnídeos". Gelo de gás carbônico translúcido forma-se durante o inverno e à medida que a luz do sol aquece a superfície, o gás carbônico vaporiza-se fluindo montanha acima, por baixo do gelo translúcido formado no inverno. Pontos frágeis na camada de gelo rompem-se em gêiseres de gás carbônico.

## Montanhas
As tempestades marcianas são significativamente afetadas pelas grandes elevações montanhosas de Marte. Montanhas individuais como a imensa Olympus Mons (27 km) podem afetar o tempo local, mas efeitos climáticos em grande escala são provocados pela grande concentração de vulcões na região de Tharsis.
Um fenômeno climático periódico único é uma espiral de poeira que se forma acima do Arsia Mons. A nuvem em espiral acima desse monte pode atingir de 15 a 30 km acima do topo.

## Capas polares

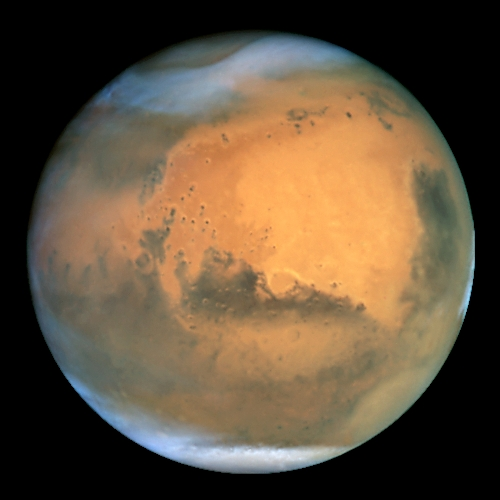
Marte com as suas calotas polares que se assemelham às da Terra, mas são constituídas por gelo seco, com pouco gelo de água.

As regiões polares de Marte, em particular o pólo sul, são frias o bastante para que o dióxido de carbono se condense e forme calotas polares acima de grandes quantidades de gelo de água. Por isso grande parte da atmosfera pode condensar-se nos pólos durante o verão e o inverno, fazendo com que a variação da pressão atmosférica varie mais de um terço de seu valor médio. Essa condensação e evaporação do gás carbônico faz com que a proporção de gases não-condensáveis varie inversamente. A excentricidade da órbita de Marte afeta esse ciclo, assim como outros fatores. Na primavera e no outono, os ventos causados pelo processo de sublimação é tão intenso que é possível que seja a causa das tempestades de poeira globais citadas acima.
Marte possui a formação de capas polares em ambos os pólos, as quais consistem principalmente de gelo de água; mas há ainda uma grande camada de gelo seco sobre a superfície. Dióxido de carbono congelado (gelo seco) acumula-se na região polar norte (Planum Boreum) apenas no inverno, sublimando completamente no verão, enquanto a região polar sul possui uma cobertura permanente de gelo seco de oito metros de espessura. Essa discrepância deve-se à maior elevação do pólo sul.
A capa polar norte possui um diâmetro de aproximadamente 1000 km durante o verão no hemisfério norte marciano,e abriga aproximadamente 1,6 milhões de km³ de gelo, que, se distribuído apenas na calota, faria com que essa tivesse 2 km de espessura. (comparável ao volume de 2,85 milhões de quilômetros cúbicos da manto de gelo da Gronelândia.) A capa polar sul possui diâmetro 350 km e espessura máxima de 3 km. Ambas as capas polares apresentam espirais ao longo de suas superfícies. Acredita-se que tais características são resultado de aquecimento solar diferenciado, combinado com a sublimação do gelo e a condensação do vapor d’água. As capas polares marcianas avançam e retrocedem seguindo a variação de temperatura das estações marcianas. Bem como o polar, outros processos ainda são mal compreendidos.

## Vento solar
Marte perdeu a maior parte de seu campo magnético 4 bilhões de anos atrás. Como resultado, o vento solar interage diretamente com a ionosfera marciana. Isso torna a atmosfera mais fina devido à perda de partículas da atmosfera superior levadas pelo vento solar. Grande parte da perda atmosférica de Marte foi resultado do efeito do vento solar. Teorias atuais sugerem que o vento solar é hoje muito mais fraco que foi no passado, sendo assim exerce um efeito muito menor na atmosfera de Marte do que no passado.

## Estações

Estaciones de Marte

Marte possui uma inclinação axial de 25.2°. Isso significa que ocorrem estações em Marte, assim como na Terra. A excentricidade de Marte é de aproximadamente 0.02. A grande excentricidade faz a insolação incidente sobre Marte variar na medida em que o planeta gira ao redor do sol (o ano marciano possui 687 dias, mais ou menos 2 anos terrestres). Assim como na Terra, a obliquidade marciana determina as estações, mas, devido à  grande excentricidade, os invernos no hemisfério sul são longos e frios enquanto os do hemisfério norte são mais curtos e mais quentes.
As estações apresentam durações desiguais, como mostra o quadro abaixo:
| Estação                            | Sols (em Marte) | Dias (na Terra) |
| ---------------------------------- | --------------- | --------------- |
| Primavera no Norte, Outono no Sul: | 193.30          | 92.764          |
| Verão no Norte, Inverno no Sul:    | 178.64          | 93.647          |
| Outono no Norte, Primavera no Sul: | 142.70          | 89.836          |
| Inverno no Norte, Verão no Sul:    | 153.95          | 88.997          |

Precessão é o alinhamento da obliquidade com a excentricidade levando a um aquecimento ou resfriamento ('grandes' verões e invernos) que ocorrem a cada 170,000 anos.
Assim como ocorre na Terra, a obliquidade de Marte provoca mudanças periódicas que podem levar a mudanças climáticas de longa duração. Mais uma vez, os efeitos são mais pronunciados em Marte devido à falta da influencia estabilizadora de uma grande lua. Como resultado a obliquidade pode alterar-se em mais de 45°. Jacques Laskar, do Centro Nacional para Pesquisa Científica da França, argumenta que os efeitos dessas mudanças climáticas periódicas podem ser vistos na natureza das camadas de gelo do pólo norte marciano. Pesquisas atuais sugerem que Marte esteja passando por um período interglacial de calor nos últimos 100,000 anos.

## Evidencia de mudança climática local recente

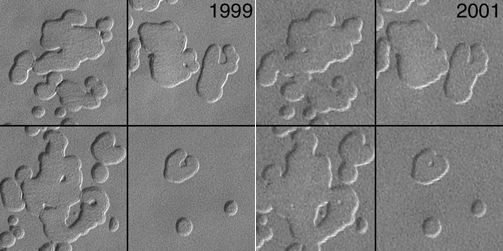
Buracos na capa polar sul, MGS 1999, NASA.

Têm ocorrido mudanças ao redor do pólo sul (Planum Australe) durante anos recentes. Em 1999 a Mars Global Surveyor fotografou buracos na camada de gelo seco do pólo sul marciano. Devido às suas estranhas formas e orientação, essas cavidades ficaram conhecidas como formações tipo queijo suíço. Em 2001 a sonda fotografou os mesmos buracos e constatou que estes estavam bem mais largos, e aumentavam a uma taxa de 3 metros ao ano.
Essas formações são causadas pela sublimação do gelo seco expondo a camada inerte de gelo de água.
Observações mais recentes indicam que o pólo sul marciano continua sublimando. "Está evaporando nesse exato momento a uma taxa incrível" diz Michael Malin, principal pesquisador do Mars Orbiter Camera (MOC).Esses buracos no gelo continuam a crescer 3 m a cada ano marciano. Malin diz que as condições atuais de Marte não são favoráveis à formação de gelo novo. Uma publicação da NASA sugeriu que pode estar havendo uma "mudança climática em andamento" em Marte.
Relativo a outras partes do planeta, baixas latitudes tem apresentado mais gelo de água do que o esperado dadas as condições climáticas atuais. A sonda Mars Odyssey "está nos dando indicações de uma mudança climática recente em Marte", diz  Jeffrey Plaut, cientista projetista da missão do Jet Propulsion Laboratory da NASA, em trabalho publicado em 2003.

### Teorias propostas

#### Causas das mudanças polares
Colaprete et al. conduziu simulações com o Modelo de Circulação Geral de Marte (Mars General Circulation Model) demonstrando que o clima local ao redor do pólo sul marciano pode estar passando por um período de instabilidade. Essa instabilidade tem raiz na geografia da região, levando os autores a especular que a sublimação do gelo polar se trata de um fenômeno localizado, mais do que um evento global. Os pesquisadores mostraram que mesmo com uma luminosidade constante os pólos são capazes de apresentar períodos de acumulação e perda de gelo. O gatilho para a mudança de estados poderia ser o crescente lançamento de poeira na atmosfera ou uma mudança no albedo devido à deposição de gelo de água na capa polar. Essa teoria é um tanto problemática devido à falta de deposição de gelo desde a tempestade de poeira global ocorrida em 2001. Um outro problema é que a acuração do Mars General Circulation Model diminui à medida que a escala do fenômeno torna-se mais local.
Tem sido dito que "as mudanças regionais observadas no pólo sul são certamente resultado de uma transição climática local, não um fenômeno global, e estão demonstradamente irrelacionadas a forças externas." O redator e chefe de notícias da revista Oliver Morton afirmou em um artigo que "O aquecimento de outros corpos solares é menosprezado por climatologistas céticos; mas o quão equivocados estão... Em Marte, o aquecimento parece ser abrandado pelas tempestades de poeira que circundam o planeta e descobrem grandes extensões de rocha basáltica escura que se aquecem durante o dia"

### Irradiação solar como possível causa do aquecimento global em Marte
Apesar da falta de um registro cronológico da temperatura global de Marte, K.I. Abdusamatov tem afirmado que "aquecimentos globais paralelos — observados simultaneamente em  Marte e na Terra — pode ser apenas consequência direta de um mesmo fator: prolongada mudança na irradiação solar."A hipótese de Abdusamatov não tem sido publicada na literatura científica e não é claro a que período ele se refere. Suas afirmações têm sido rejeitadas por outros cientistas, que têm declarado que "essa ideia simplesmente não é apoiada por teorias e observações" e que, portanto "não faz nenhum sentido." Outros cientistas têm proposto que as variações observadas são causadas por irregularidades na órbita de Marte.

## Missões atuais
A sonda Mars Reconnaissance Orbiter atualmente vem fazendo observações do tempo diário e observações relacionadas da órbita. Um de seus instrumentos, o Mars climate sounder é especializado em observação climática.

## Missões futuras
A sonda Phoenix Mars Lander pousou no solo marciano em 25 de Maio de 2008, e esteve envolvida em uma variada gama de estudos incluindo medidas do clima passado e atual até 2 de Novembro de 2008. A missão foi liderada pela Universidade do Arizona. Foi a primeira de uma série de missões relativamente econômicas do Programa Mars Scout.
A seguinte missão liderada pelos Estados Unidos foi a MSL, lançada em 26 de Novembro de 2011. Ambos os candidatos (MAVEN e Great Escape) da missão de 2011 tiveram como finalidade o estudo do clima, já que foram enviados instrumentos para a atmosfera superior de Marte.
A República Popular da China lançou a sonda marciana Yinghuo-1 em 08 de Novembro de 2011. A finalidade dessa missão esteve focalizada principalmente no estudo do ambiente externo de Marte e obter alguns dados interessantes para os climatologistas de Marte.
A Rússia lançou simultaneamente a sonda Phobos-Grunt no mesmo foguete. Seu destino e principal foco era Fobos, mas os motores da sonda não funcionaram e ela não partiu da órbita terrestre em direção a Marte. Os destroços do equipamento reentraram na atmosfera da Terra em Janeiro de 2012. 